# Історія юридичних прав жінок

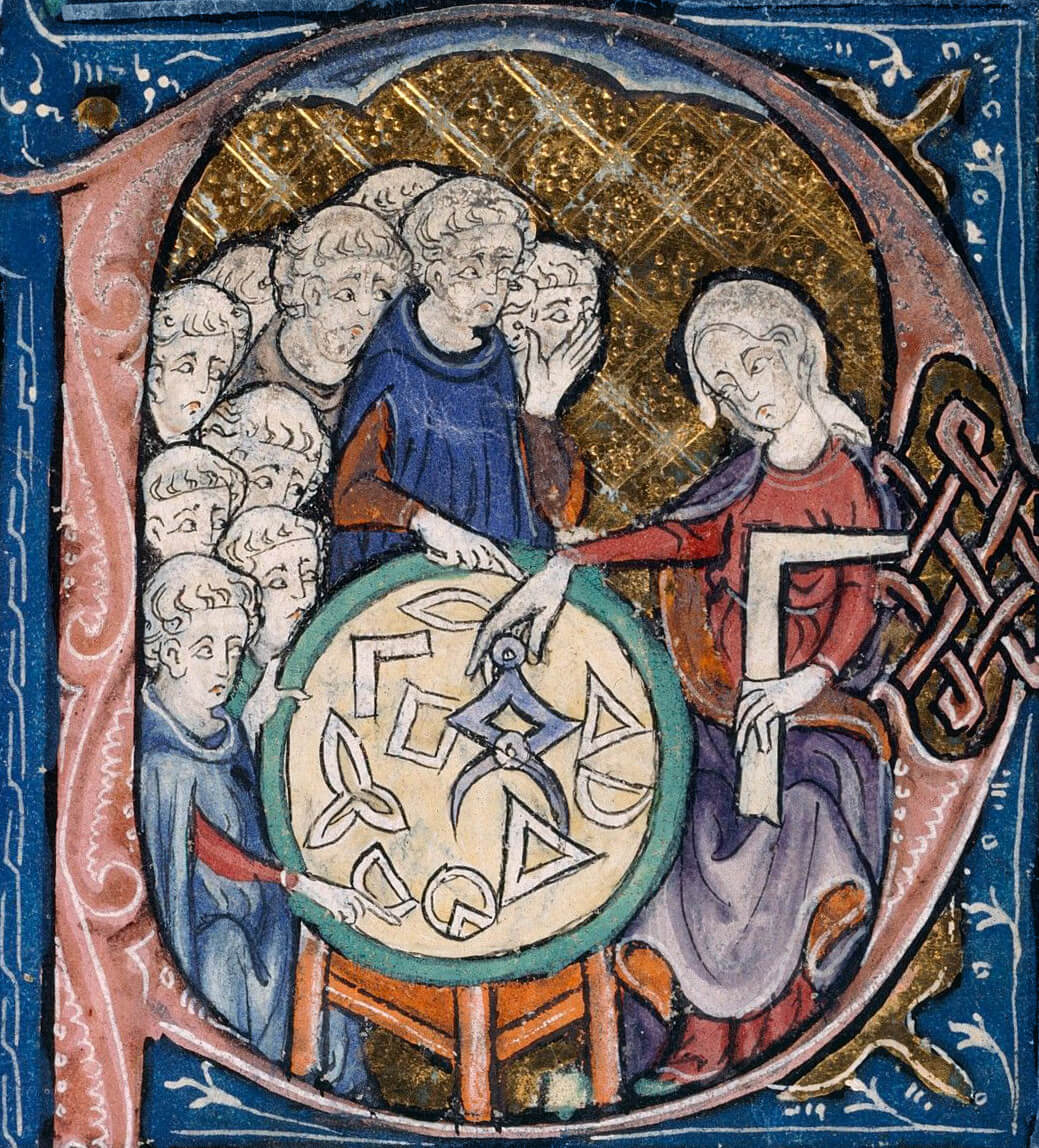
На ілюстрації з середньовічного перекладу (прибл. 1310) «Начал» Евкліда жінка навчає геометрії студентів-чоловіків

Юридичні права жінок, тобто соціальні та права людини для жінок, мають тривалу історію утиску. Залежне становище жінок в ранньому праві підтверджується свідченнями більшості стародавніх систем права.
Однією з перших декларацій прав жінок була Декларація переконань 1948 року.
Серед юридичних прав жінок:
- Права спадкування від родини та чоловіка, право на приватну власність, право укладати договори та здійснювати інші правочини;
- Шлюбні права: право відмовитись від шлюбу, обирати шлюбного партнера, не давати згоди щодо полігамного шлюбу чоловіка, покарання за подружню зраду;
- Право на розлучення; права опіки над дітьми;
- Право свідчити в суді, позиватися;
- Право на захист від сексуального насильства, зокрема, та зґвалтувань у шлюбі;
- Право на захист від домашнього насильства;
- Право на освіту в різних областях, вступ до навчальних закладів (див. Жіноча освіта та Сексизм в освіті);
- Право на працю у різних галузях, право займати окремі посади та отримувати рівну платню (див. Скляна стеля, Рівна оплата за рівну працю);
- Право голосу, право обиратися у виборні органи влади, право спадкувати престол (див. Жіноче виборче право, Суфражизм та Гендерні квоти);
- Право на рівні грошові та інші компенсації;
- Обмеження щодо одягу, зовнішнього вигляду та іншої поведінки;

## Моїсеєве право
У Моїсеєвому праві жінка мала право на приватну власність, включно з землею, худобою, рабами та служниками.
Дочки могли спадкувати лише за відсутності синів. Проте дружина могла спадкувати у виключних випадках: все, що їй було подароване, як посмертний дар. A за відсутності синів у родині успадковувала від чоловіка все. Вона могла заповісти свою власність іншим як посмертний дар. Якщо жінка помирала без заповіту, її власність наслідували діти (якщо вони в неї були) або чоловік (якщо був без дітей), або батько (якщо вона була неодружена). Жінка могла подавати в суд та не потребувала представника-чоловіка.
Полонених жінок належало викуповувати раніше від полонених чоловіків. Майно успадковували сини, які несли відповідальність за підтримку матері та сестер зі спадщини, і повинні були забезпечити, щоб мати і сестри отримали піклування до того, як вони могли самі отримати зиск від спадщини, і якщо це витрачало спадщину, чоловіки повинні були поповнювати утримання жінок з інших джерел.
В релігійних заходах жінки мали менше можливостей чи привілеїв. У грошових справах жінки не могли свідчити. Жінка не могла виконувати функції когена у храмі. Жінка не могла бути царицею-регентом, монарх мав бути тільки чоловіком. Розлучення міг дозволити тільки чоловік, після чого жінок повертали Кетубу і значну частину її посагу. Клятва неодруженої дівчини у віці від 12 років до 12,5 років могла бути скасована її батьком, а обітницю дружини, яка вплинула на шлюбні зобов'язання, міг скасувати чоловік; вину чи невинність дружини, звинуваченої у перелюбі, могло бути випробувано через процес сота, хоча це було успішним лише в тому випадку, якщо чоловік був невинний в перелюбі.

## Месопотамське право
У давній Месопотамії юридичний статус жінки був прямо пов'язаним з тим, як жінок характеризували у суспільстві. Більшість згадок про жінок пов'язані з фертильністю, власністю або сексом. З Кодексу Хаммурапі видно, що жінки мали обмежені права в питаннях розлучення, дітонародження, власності та сексу.
В частині права на спадщину:
- якщо у них не було посагу, то дочок слід було включати до спадщини після смерті їх батька, але вони мали право забрати частину рухомого майна з батьківського будинку.[3]
- жінки могли успадковувати активи або гроші від батька або матері, а вартість їх спадку чи посагу належала їм особисто. Якщо одружена жінка помирала, її посаг слід було розподілити між її дітьми, а не повернути її батькові.[4]
- у ситуації, коли помирав чоловік у дружини першого рівня, що мала дітей, яких він не визнавав або не виховував, вона мала законне право отримати і її посаг, і шлюбну частину, зберегти своє місце проживання у будинку померлого чоловіка та передати свою власність своїм дітям. Однак вона не могла продати будинок померлого чоловіка. У такій же ситуації дружина-рабиня підлягала звільненню разом з дітьми.[2]
- Якщо діти рабині з господарем маєтку визнавались господарем як його власні, після його смерті його маєток підлягав рівному розподілу між дітьми рабині та дітьми дружини першого рівня.[2]

Закони Месопотамії класифікували жінок та їх фертильність за соціальним статусом. Якщо шляхетний чоловік бив вагітну жінку так сильно, що вона мала викидень, він був змушений платити реституцію. Розмір компенсації визначався соціальним статусом жінки: 10 сиклів срібла для плоду знатної жінки, 5 — для плоду жінки з простого класу та 2 — для плоду рабині знатного чоловіка.
В аспекті покарання за насильство права жінок були частково захищені, а чоловіки отримували покарання за скоєні злочини. Кодекс Хаммурапі вимагав вигнання з міста батька, який зґвалтував свою дочку. Покарання ґвалтівника незайманої нареченої в той період заручин, коли вона все ще живе зі своєю родиною, набагато суворіше. У цій ситуації його страчують, а жінка вільна від покарання.
Перелюб вважався злочином проти спільноти та її моралі. Чоловік не мав права на фінансову компенсацію чи права зменшити покарання дружини, яка зрадила його, але міг врятувати її від страти. Якщо одружену жінку заставали з іншим чоловіком, за Кодексом їх слід було стратити разом, якщо тільки її чоловік не дозволить їм жити, але тоді цар милував і коханця. Якщо чоловік звинувачував дружину у перелюбі без доказів (не спіймавши під час сексу), їй достатньо було поклястися богам у невинуватості. Якщо жінку у перелюбі без доказів звинувачував не її чоловік, вона мала пройти випробування Божественною Рікою, щоб довести невинуватість своєму чоловіку.
Хоча право Месопотамії дозволяло жінці функціонувати самостійно, суспільні норми вимагали, щоб вона діяла через родича чоловічої статі: брата, чоловіка чи дорослого сина. Дуже рідко жінка керувала власним господарством без чоловічого впливу.

## Право Стародавнього Єгипту

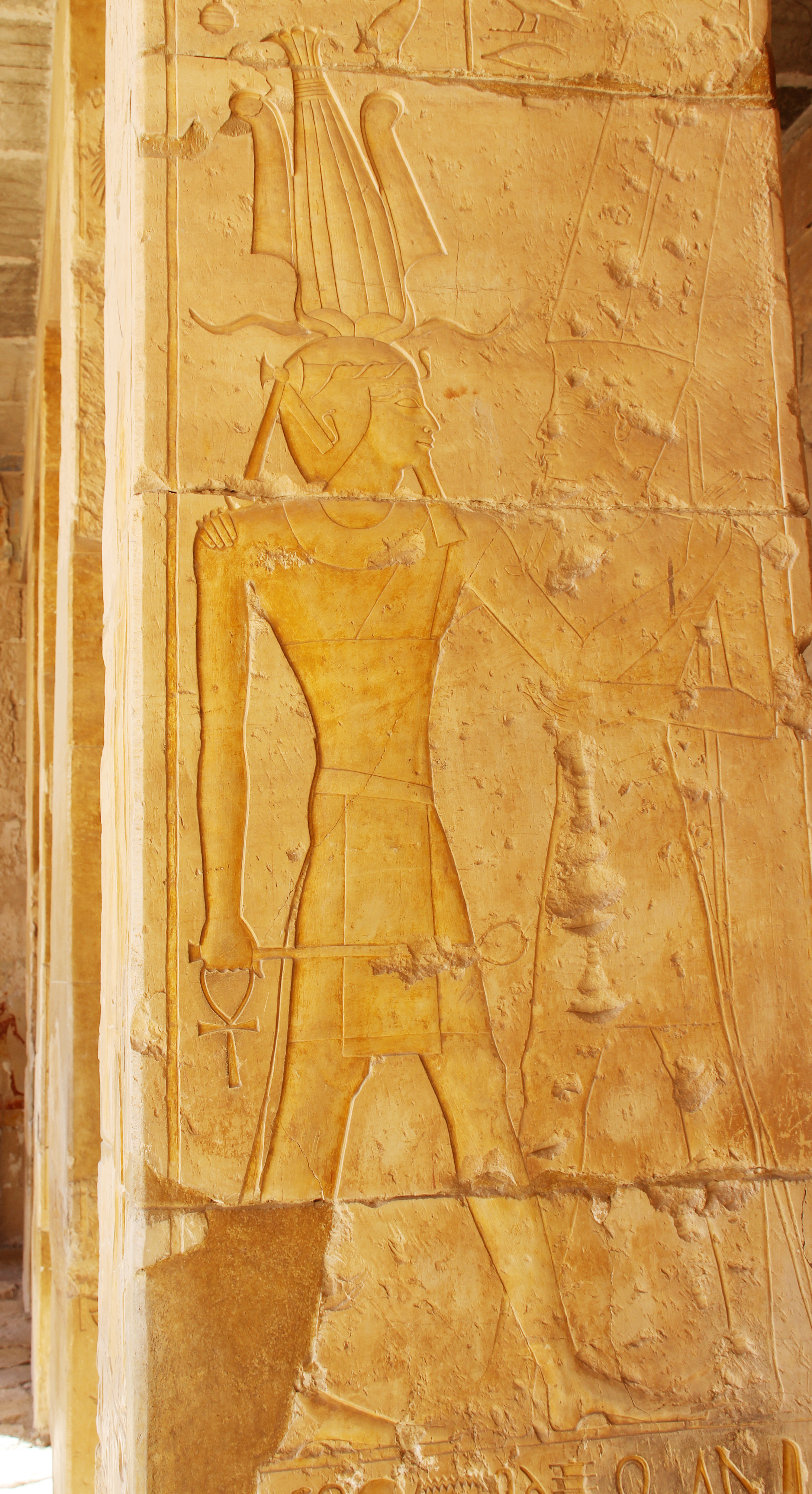
Різьблення на стіні погрібального храму Хатшепсут

У Стародавньому Єгипті за законом жінка мала такі ж права та статус, як і чоловік — принаймні теоретично. Єгиптянка мала право на особисту приватну власність, яка могла включати землю, худобу, рабів та прислугу. Вона мала право успадковувати все, що їй хтось заповів, та самостійно заповідати свою власність іншим. Вона могла розлучитись з чоловіком (після чого вся її власність — включно з посагом — повертались до її особистого володіння) та подавати на нього до суду. Чоловіка могли відшмагати та/або стягнути штраф за побиття дружини.
У порівнянні, жінки у Стародавньому Єгипті мали більше різноманітних прав, ніж жінки інших стародавніх цивілізацій. При поверхневому погляді жінки та чоловіки мали рівні права. Але при детальному розгляді виступали деталі, наприклад, у практиці злочинів та покарань. В ситуації покарання перелюбу, права жінки виявлялися ураженими. Перелюб розглядався не лише як форма злочину, яка ставила під загрозу її майно, але і як моральний злочин / вада. Коли чоловіки та жінки чинили перелюб, це було явним порушенням їхніх шлюбних договорів та інших форм публічних та особистих контактів, таких як заповіти. За різними джерелами з даної теми, були різні покарання в залежності від того, чи жінка скоїла перелюб сама, або вона була неодруженою коханкою. Але завжди у звинуваченнях про перелюб питання було про позбавлення її прав, у тому числі її власності та посагу. В залежності від того, хто вирішував про покарання та статус жінки у суспільстві, частина майна/посагу, яка забиралась, була різною. Були і більш жорстокі покарання: у ранніх джерелах, якщо чоловік та жінка були визнані винними у перелюбі, жінці відрубували носа, а чоловіка — шмагали. Діодор та подібні до нього джерела повідомляють про жорстокіші кари, але повинні сприйматися скептично, оскільки більшість їх описів цитують зовнішні джерела. Більш надійними видаються внутрішні давньоєгипетські джерела різних династій, які розповідають про більш юридичні покаранні про втрату частини майна на прав на посаг.
Жінка могла вирішувати юридичні питання без представництва чоловіка. Однак середня жінка все ж мала центром життя дім та родину. Вцілілі свідчення зазвичай вказують на більшу рівність в родині, порівняно з іншими цивілізаціями. У давньоєгипетській культурі рід прослідковували по материнській лінії. Право власності передавалось від матері до дочки, але це не означало, що чоловіки не мали загального контролю над майном. Рівне положення чоловіків та жінок у шлюбі також припускається з того, як чоловік та жінка зображені у різних формах мистецтва: сидять поруч як рівні, або жінка стоїть позаду чоловіка з рукою навколо нього. Також були знайдені написи про розподіл влади та про певні титули, які могли мати жінки еліти. Жінки могли бути на публіці та володіти бізнесами. Вони мали право працювати за межами домівки, разом з чоловіком або у власній справі. В домі певні думки жінки мали перевагу або значний вплив на підтримку балансу. Вони могли висловити свою думку при обговоренні контрактів за межами домівки, але не завжди були основними укладачками угоди. У стародавньому Єгипті існував шлюбний контракт, який визначав права сторін. Досліджені контракти вказують, що у випадку розлучення чи смерті чоловіка жінка отримувала майно та гроші.
Декілька жінок стали фараонками (найбільш відомі Хатшепсут і Клеопатра VII), жінки займали важливі посади в урядах та торгівлі.

## Хеттські закони
У хеттських законах жінки мали деякі права, схожі з правами чоловіків, в інших галузях до ставились по-іншому або нерівно. В цілому жінки мали такі ж права на розгляд їх позову. Хеттські жінки мали права щодо поведінки у суспільстві; наприклад, не були обмежені домогосподарством та могли займатися будь-якою професією, навіть приєднуватись до війська. Вони мали майже рівні права у шлюбі та питаннях власності на майно. Вважається, що цей статус жінок був наслідком визнання їх ролі у народженні та вихованні дітей.
Але у інших частинах законів жінки були дискримінованими. Наприклад, у питаннях перелюбу відомо кілька відмінностей. По-перше, якщо чоловік заставав дружину з коханцем, він мав право її вбити, а у дружини такого права не було. По-друге, перелюб типово карався смертю для одруженої жінки (її чоловіком або за наказом царя як верховного судді у процесі), а для неодруженої жінки перелюб взагалі не був злочином. Чоловік також міг вирішити розлучитись з дружиною під час судового процесу, якщо хотів зберегти їй життя, або, якщо хотів з нею лишитись, міг одягти на неї покрив, щоб позначити зміну її статусу внаслідок перелюбу.
Ставлення до зґвалтування також було явно дискримінуючим. Місце злочину визначало, кого буде покарано. Чоловіка карали лише тоді, коли злочин відбувся за межами домівки; якщо ж всередині домівки, то винною вважалась жінка, тому що вважалась, що якщо це відбувалось всередині домівки, її згода автоматично була надана. У цьому випадку ґвалтівника карали лише, якщо чоловік застав його під час скоєння злочину.
Суспільство в цілому було сильно патріархальним. Найстарший чоловік був головним у домогосподарстві, хоча його роль була не абсолютна та більше наглядова. З жінками не радилися щодо рішень, які їх стосувалися, зокрема шлюбу за домовленістю.

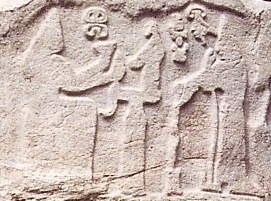
Зображення хетської цариці Пудухепи, яка мала безпрецедентний вплив на царські справи.

Збереглося кілька зображень жінок, які досягли владних позицій у хеттському суспільстві. Однією з них була цариця Пудухепа, що мала значний вплив на справи царського двору. Вона вважається однією з найбільш впливових жінок Стародавнього Близького Сходу. Вона мала хуррське походження була дочкою жерця та дружиною Хаттусілі III. Пудухепа стала царицею з воцарінням чоловіка, вона поширювала культуру свого народу серед хеттів. Мала певну владу, активно брала участь у царських справах, а її вплив тривав ще деякий час по смерті чоловіка.
Ситуація не була унікальною для хеттів, які, на відміну від Месопотамії, вважали роль цариці відносно великою та незалежною. Однак навіть за їх звичаями Пудухепа була сильно залученою. Вчені пояснюють це комбінацією того, що до цариць належало ставитись з повагою, її характером та здатністю Пудухепи використовувати її стосунки з чоловіком. Вона також мала важливу роль у релігійній трансформації, яка відбулася в період її правління. Її ім'я з'являється кілька разів у текстах про пророчі сни, вона була авторкою двох молитов.

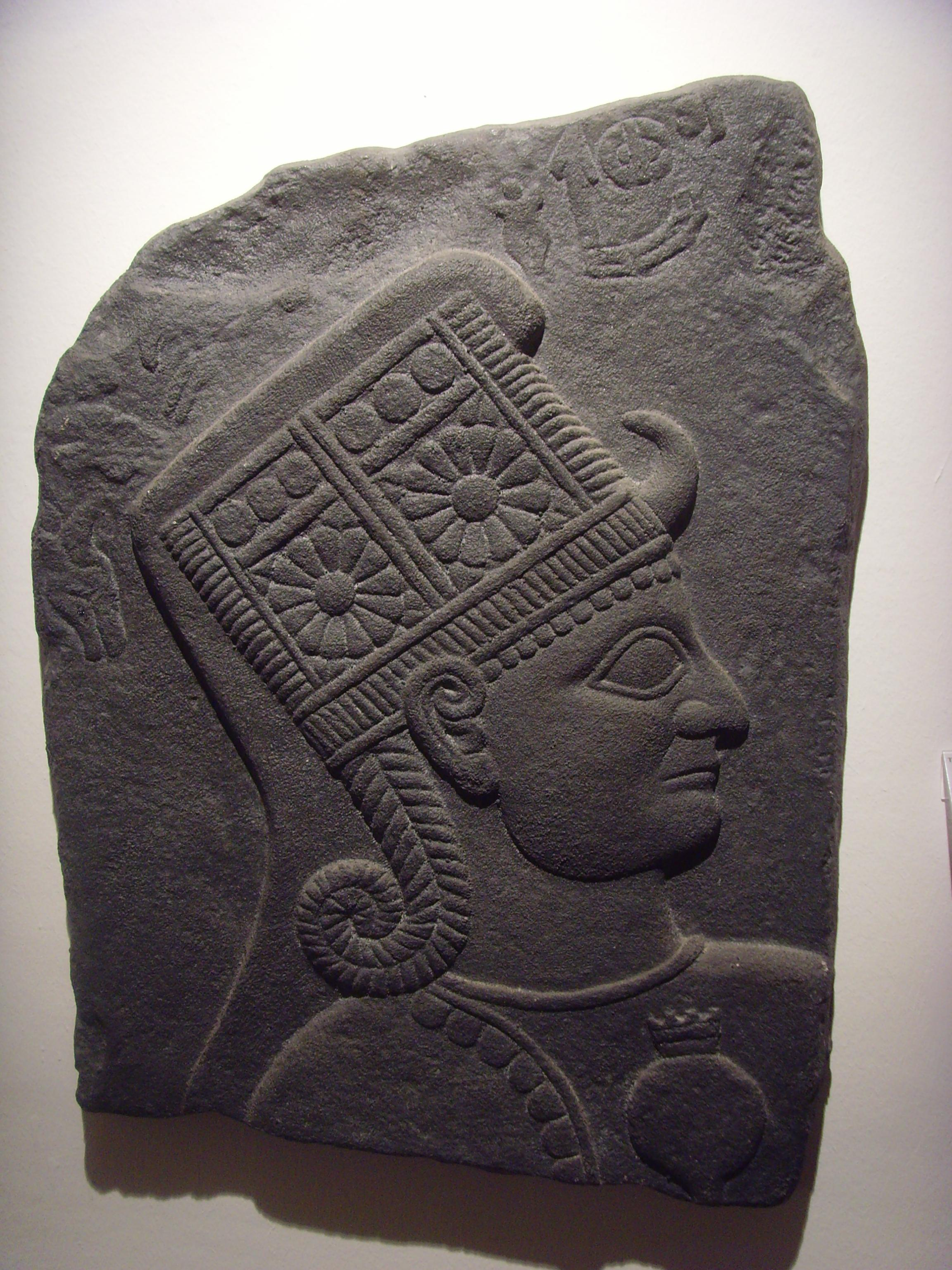
Барельєф з Музею тюркських та ісламських мистецтв, який зображує Кубабу як богиню, якій поклоняються хетти.

Іншим прикладом сприйняття хеттами жінок при владі є Кубаба, месопотамська цариця, яка правила самостійно у Месопотамії у Ранньому династичному періоді або Кіш III. Вона є єдиною жінкою у переліку царів Шумеру. Хроніки Вейднера позитивно згадують її як таку, що «отримала право на правління» від Мардука. Її ім'я згадується з повагою і писарями у текстах пророцтв, а більшість описів її царювання наповнені легендами. Хетти вшановували її як богиню, створивши культ довкола її постаті. Перше свідчення її згадки як божества відоме з 18 ст. до н. е. Вона також визнавалась богинею і іншими культурами Близького Сходу, включно з фригійцями та асирійцями. Її вшановували як богиню-матір, часто у формі птаха.

## Афінські закони
У праві стародавніх Афін у жінок не було багатьох прав, якими володіли чоловіки. Вони не могли з'являтися у судах чи брати участь у зборах. Їм було заборонено укладати контракти на значущі суми.
Також очікувалося, що поважні жінки на публіці не з'являються та про них не розмовляють. Але історики сумніваються, що цей ідеал був досяжний для когось, крім найбагатших жінок.
У стародавніх Афінах жінки мали право на розлучення, але вони втрачали всі права на своїх дітей від чоловіка, з яким розлучалися.

## Закони Стародавнього Риму

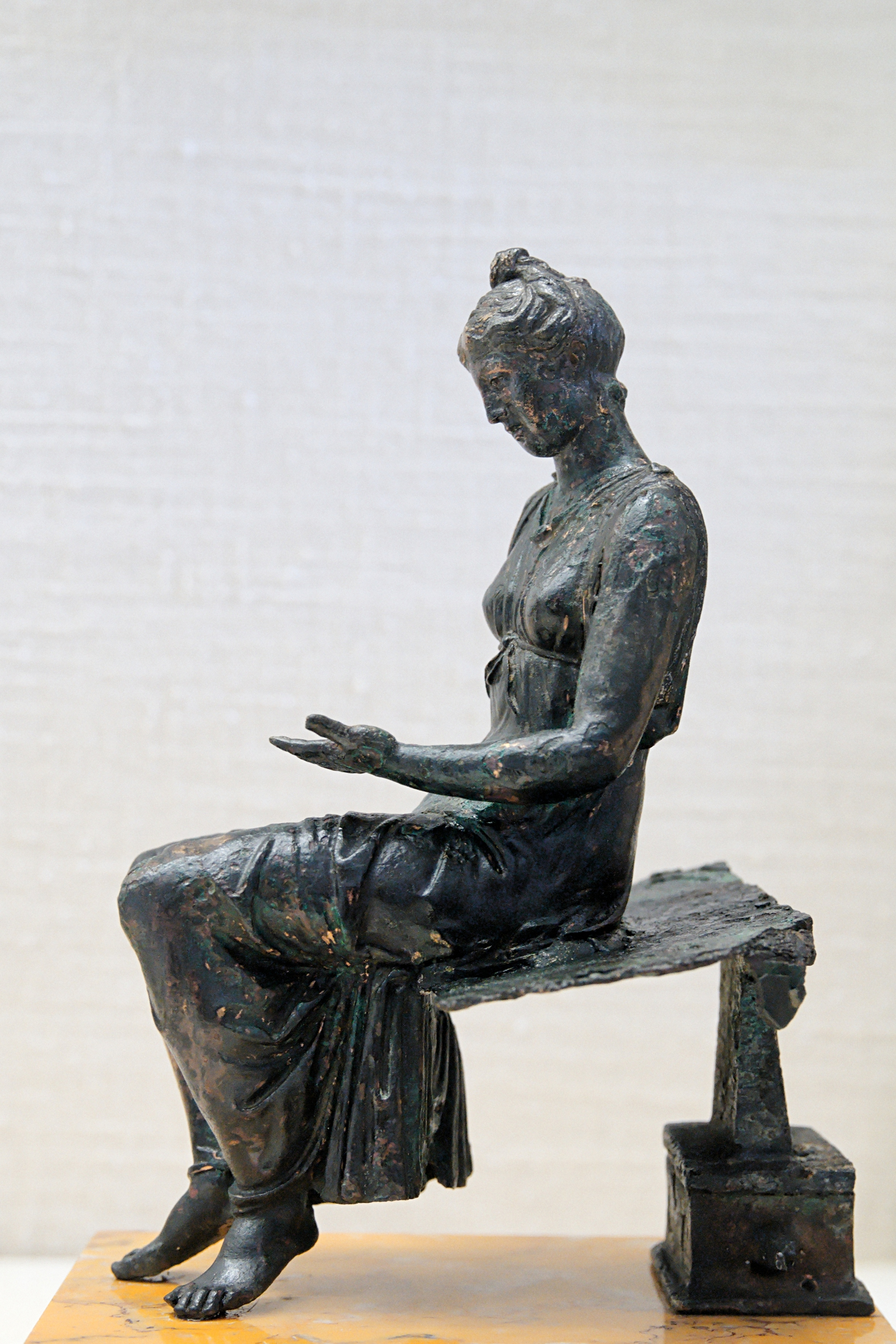
Бронзова статуетка дівчини, що читає (кінець 1 ст.н. е.)

Закони Стародавнього Риму, як і закони стародавніх Афін, погано захищали жінок. Римське громадянство мало рівні, і жінки могли мати права другого сорту з певними обмеженими юридичними привілеями та захистом, недоступними для негромадян, фріменів або рабів, але не рівні з чоловіками. Давньоримське суспільство і закони були сексистськими і дуже патріархальними; закон забороняв жінкам голосувати, займати публічні посади, служити у більшості громадських храмів або у будь-якій формі у римському війську.
У ранній Римській республіці жінки були постійно під юридичним контролем якогось чоловіка: батька, чоловіка або юридичного опікуна (tutela mulierum perpetua, як правило родича), від якого вимагалось надавати формальну згоду на правові дії жінки, зазвичай щодо передачі майна. Це було дещо реформовано Августом, коли він ввів закони для стимулювання більших родин; жінки, які народили принаймні трьох дітей, які отримали ім'я, мали право стати sui luris (своєю власною особою, юридично вільною) у випадку розлучення або смерті чоловіка, і не підпадати під опікунство tutela.
Всі діти, народжені у шлюбі, були виключною власністю батька — вони спадкували його соціальний статус, родинне ім'я та рівень громадянства. У випадку розлучення або смерті батька діти лишались під повною опікою батька або його родини. Позашлюбні діти успадковували соціальний статус, родинне ім'я та рівень громадянства матері, поки батько пізніше не визнавав їх офіційно своїми. У ранній Римській Імперії (1–2 ст.н. е.), дочки та сини мали рівні права на спадщину у випадку смерті батька/матері без заповіту.
У ранній Римській Республіці правовий контроль над[уточнити] та власність жінки переходили від її батька до її чоловіка, і вона підпорядковувалась potestas свого чоловіка (або його батька).
У пізній Римській республіці вид шлюбу manus був в цілому відкинутий (крім патриціїв, оскільки певні види священних санів були доступні виключно патриціям, народженим у шлюбі manus) на користь так званого «вільного шлюбу». У цій більш поширеній формі жінка лишалась під potestas свого батька, а чоловік мав обмежену юридичну владу над нею. Якщо римлянка у вільному шлюбі не мала щоденного контролю від батька, вона мала більшу автономію, ніж більшість жінок стародавнього світу. В ті часи розлучення та повторний шлюб також стали відносно поширені, хоча для деяких єдиний шлюб вважався чеснотою. Коли помирав батько, жінка ставала sui iuris (як правило, значно раніше, ніж жінка у шлюбі manus). Батько або чоловік могли, через згадування у своєму заповіті, дозволити дочці або дружині самостійно обрати свого tutela. Право матері на її власність та на розпорядження нею шляхом заповіту могло надавати їй певні важелі впливу на її дорослих синів.
Власність нареченої у вільному шлюбі не ставала власністю чоловіка, вона лишалась під контролем її батька до його смерті. У часи Пізньої Республіки були жінки, які мали значну власність та контролювали великі бізнеси.
Деякий час жінки мали право виступати адвокатками у суді, але подальші закони заборонили їм представляти інтереси інших у суді. Деякі жінки були відомими правовими стратегами.
Перелюб вважався незаконним статевим актом (stuprum), який повністю визначався статусом жінки. Якщо одружена жінка мала секс з будь-ким, крім власного чоловіка, вона була винна у перелюбі. А от якщо одружений чоловік мав секс з жінкою, яка не була в шлюбі або юридично не могла взяти шлюб, то порушення закону не було жодною стороною.
Римське право визнавало зґвалтування кримінальним злочином, у якому не було вини потерпілої. Але за законом зґвалтуванням визнавався лише злочин проти громадянки доброї репутації. Не було злочином зґвалтування у шлюбі, а зґвалтування рабині мало наслідком лише компенсацію збитків її власнику шкоди, завданої власності.
Більшість повій у Стародавньому Римі були рабинями, хоча деякі раби(ні) були захищені від примусової проституції параграфом у їхньому договорі про продаж. Проституція та робота у розважальній сфері піддавала жінку infamis, з обґрунтуванням, що якщо вона зробила своє тіло публічно доступним, вона фактично відкинула своє право на захист від сексуального чи фізичного насильства.

## Візантійські закони
Оскільки візантійське право було фактично засноване на давньоримському праві, юридичний статус жінок значно не змінився у порівнянні з практиками 6-го ст. н. е. Але продовжувались традиційні обмеження жінок у суспільному житті та вороже ставлення до незалежних жінок. Більший вплив давньогрецької культури сприяв більш жорсткому ставленню до ролі жінки: на користь домашньої, а не публічної. Також зростала тенденція повністю закривати тіло та обличчя всіх жінок, які не були повіями, рабинями або розважальницями. Як і у давньоримському праві, жінки не могли виступати свідками у судах, обіймати адміністративні посади або надавати фінансові послуги, але все ще могли успадковувати власність та володіти землею.
Переважно вплив церкви був направлений на скасування старіших законів щодо целібату та відсутності дітей, на збільшення можливостей приєднання до релігійного життя та на належне забезпечення дружини. Церква також підтримувала політичну владу тих, хто підтримував церковників. Призначення жінок та бабусь виховательками було дозволено Юстиніаном.
Обмеження на шлюб для сенаторів та інших чоловіків високого статусу з жінками низького статусу були продовжені Константином І Великим, але майже повністю скасовані Юстиніаном I. Повторні шлюби не підтримувались, особливо шляхом запровадження закону, що дозволяв передбачити втрату вдовою права на успадковану власність при її повторному шлюбі. Конституції Лева кінця 9 ст.н. е. ввели покарання за третій шлюб, а також зробили благословення священником обов'язковою частиною шлюбної церемонії.
Кримінальне право також змінило ставлення до жінок: при Константині перелюб карався смертю, а при Юстиніані покарання було замінено на вигнання до монастиря. Жінка, яку покарали за перелюб, не мала права знову одружитись. Шлюб між християнами та юдеями позначав, що обидва (чоловік та жінка) визнавались винними у перелюбі.
Суворі закони приймалися проти злочинів, пов'язаних з відсутністю цноти, особливо закупівель та інцесту. Великим злочином було вчинення (або замаху на) насильства щодо монахині. До жінок застосовували покарання за носіння плаття чи прикрас (крім кілець), що імітували зарезервовані для імператора та його родини. Акторки та жінки поганої слави не мали права носити сукні дів, які присвятили себе Небу. Якщо у консула була дружина або мати, що жила з ним, йому було дозволено нести більші витрати, ніж якби він жив один. Інтереси працюючих жінок захищалися законами про регулювання гінекеїв (майстерень для прядіння, фарбування тощо).
Канонічне право, яке з засудженням сприймало незалежність жінок у праві пізньої Римської імперії, рухалось у протилежному напрямку. Так Decretum Gratiani особливо наголошував на підпорядкуванні дружини чоловікові та його волі у всьому. Головною відмінністю між канонічним та римським правом стали закони про шлюб, особливо у запровадженні публічності та формальностей, наприклад обручки, благословлення священника.

## Ісламське право
У ранньому Середньовіччі зусилля з поліпшення становища жінок відбулися під час ранніх соціальних змін в ісламі, коли жінки в суспільствах, які приймали іслам, отримали більші соціальні права у шлюбі, розлученні та успадкуванні. Оксфордський словник ісламу зазначає загальне поліпшення становища арабських жінок, яке включало заборону вбивства новонароджених дівчаток та повне визнання того, що жінка є людиною. «Посаг, який до того вважався ціною за наречену, що сплачувалась батькові, став подарунком на весілля, який залишався у дружини як частина її особистої влласності». У ісламському праві шлюб більше не розглядався як «контракт», в якому згода дружини була за замовчанням. Власність дружини, включно з землею, залишалась за нею та не ставала власністю її чоловіка по факту шлюбу, на відміну від європейських законів того часу. «Жінки отримали право наслідування у патріархальному суспільстві, яке раніше обмежувало спадкування лише нащадками чоловічої статі». Аннемарі Шиммель зазначає, що «у порівнянні з доісламським становищем жінки, фікг став великим прогресом; жінка мала право, принаймні за буквою закону, керувати багатством, яке вона принесла у родину або заробила власною працею». В той час як англійське загальне право вимагало передачі власності жінки на час шлюбу до її чоловіка, Сура зазначала: «Чоловікам (родини) належить та частка, яку їм лишають Батьки та близькі родичі, а жінкам — те, що їм лишають їх батьки та близькі родичі, будь-то багато чи мало — визначена частка» (Коран 4:7), хоча і визначала, що лише чоловік відповідальний за утримання та управління своєю дружиною та родиною.

### Освіта
Іслам встановив, що освіта жінок є священним обов'язком; жінок, як і чоловіків, заохочували читати Коран. Жінки в ісламі відіграли важливу роль у заснуванні багатьох медресе, таких як заснований 859 року Фатімою аль-Фіхрі університет Аль-Карауїн. Ця традиція тривала протягом сторіч, включаючи правління династії Аюбідів у 12-13-му сторіччях, коли у Дамаску були засновані 160 мечетей та медресе, з них 26 — засновані жінками через систему вакф (благодійний фонд по заповіту або довірча власність). Половина вельможних покровителів таких закладів також були жінками. Згідно з вченим-сунітом Ібн Асакіром 12-го сторіччя, у середньовічному ісламському світі існували можливості для освіти жінок — він писав, що жінки могли навчатися, отримувати ijazah (вчений ступінь) та кваліфікуватись як улеми та вчителі. Особливо це стосувалось освічених та наукових родин, які хотіли забезпечити найвищу можливу освіту для синів та дочок. Сам Ібн Асакір навчався у 80 різних вчительок. Освіта жінок у ісламському світі була натхненна дружинами пророка Магомета: Хадіджею, яка була успішною підприємицею, та Аїшею, відомою вченою хадісів та військовою лідеркою. Згідно з хадісом, який приписують Магомету, він хвалив жінок Медини за їх прагнення до релігійного знання.
Хоча для жінок не було поширеним навчання у формальних класах, поширеним було відвідання неформальних лекцій та навчальних сесій у мечетях, медресе та інших громадських місцях. На жіночу освіту формальних обмежень не існувало, але деякі чоловіки не схвалювали таку практику, наприклад, Магомет ібн аль-Хадж († 1336), неприємно вражений поведінкою деяких жінок, які неформально відвідували лекції у його часи:
"[Подумайте,] що роблять деякі жінки, коли люди збираються з шейхом послухати [читання] книг. Жінки приходять також послухати читання; чоловіки сидять в одному місці, жінки навпроти, обличчям до них. Навіть трапляється у цей період, що деякі жінки захоплюються ситуацією, вона встає, сідає та голосно кричить. [Більш того,] можна побачити її 'awra; навіть у її домівці це заборонено — то як можна це дозволити у мечеті, у присутності чоловіків?»

### Зайнятість
За ісламським правом жінки могли укладати контракти, купувати та продавати власність, подавати в суд самостійно від свого імені, без потреби у представництві чоловіків, займатися комерцією, передавати власність в довірче управління тощо, тобто на рівні чоловіками. У Халіфаті робоча сила складалась з людей з різним етнічним та релігійним походженнями, а чоловіки та жінки займалися різними професіями та економічною діяльністю. Жінки були зайняті у первинному секторі (у сільському господарстві), у вторинному секторі (будівельниці, красильниці та прядильниці тканин тощо) та третинному секторі (інвесторки, лікарки та медсестри, голови гільдій, брокерки, банкірки, вчені тощо). Мусульманські жінки також мали монополію над певними напрямками текстильної галузі, яка була найбільшою і найбільш спеціалізованою та орієнтованою на ринок галуззю того часу, — у таких заняттях як прядіння, фарбування та вишивання, тоді як права жінок на власність та їх наймана праця були мало поширені у Європі до Промислової революції у 18-19 сторіччях.

### Кримінальне право
Кримінальне право ставилось до жінок і чоловіків практично однаково, крім деяких випадків. Так, diya (фінансова компенсація) жінці-жертві правопорушення була вдвічі меншою за компенсацію жертві-чоловікові. Звинувачення жінки у перелюбі вимагало чотирьох свідків, і тому було важно довести у суді. Натомість зґвалтування було кримінальним злочином, яке не вимагало такої кількості свідків. Тим не менш, декілька країн з переважаючим мусульманським населенням віднесли зґвалтування до категорії перелюбу і вимагають чотирьох свідків; це є предметом міжнародного засудження.
Жінки можуть бути свідками у суді, але свідчення жінки важить лише половину свідчення чоловіка, згідно з Кораном: «Викличте двох свідків з ваших чоловіків; якщо двох чоловіків не має, тоді одного чоловіка і двох жінок, яких Ви погоджуєте свідками, щоб якщо одна з двох (жінок) забуде, друга (жінка) зможе нагадати їй».

### Закони про розлучення
В ісламському праві чоловік має лише три рази вимовити «Я розлучаюсь з тобою» або «Таляк» у присутності дружини, щоб офіційно ініціювати розлучення; тим не менш, встановлений період очікування у три місяці, і якщо протягом цього часу виявиться, що жінка вагітна, розлучення не набере сили, поки вона не народить. Жінки також завжди мали право ініціювати розлучення в ісламському праві, але мають для цього йти через судову процедуру та надати підстави для розлучення, які включають жорстоке поводження, ненадання забезпечення, те, що чоловік її покинув або є імпотентом, та інші дієві причини. Жінка також могла ініціювати процес розлучення без цих причин іншим шляхом, який мав назву 'khula' (розлучення, ініційоване дружиною) і включав повернення mahr (посагу або калиму), який чоловік сплатив їй під час укладення шлюбу. У разі розлучення, ініційованого чоловіком, він мав виплатити колишній дружині залишок або «відтерміновану» частину такого mahr.

### Шлюбне право
Коран дозволяє полігамію (до 4-х дружин), при цьому згода першої дружини на шлюб з іншою жінкою ісламськими законами не вимагається.
Згідно з думкою ортодоксальної сунітської правової школи Ханбалітів, батько може віддати у шлюб свою неповнолітню доньку без її згоди; як зазначає ханбаліт Ібн Кудамах: «Щодо жіночої статі, батько можу віддати у шлюб свою неповнолітню незайману дочку, яка ще не досягла віку 9 років, і тут не може бути іншої думки, якщо він віддає її комусь підхожому». Ібн аль-Мундгір сказав: «Всі мудреці, які яких ми отримали знання, одностайно погодилися, що батьку дозволяється віддавати свою неповнолітню дочку у шлюб, якщо він організовує його з підхожим, і йому дозволяється робити це навіть якщо вона не згодна».
Якщо жінка досягала віку згоди, її згода на шлюб була необхідною, з огляду на слова Магомета: «Жінка, яка вже була у шлюбі, маж більше прав стосовно себе, ніж її опікун, і слід отримати згоду незайманої дівчини (щодо шлюбу), а її згода — це її мовчання». Однак всі жінки мали вступати у шлюб лише за згоди опікуна, інакше шлюб може бути визнаний недійсним.
Хоча чоловіки-мусульмани можуть одружуватися з жінками юдейської чи християнської віри, жінкам заборонено вступати в шлюб з чоловіками-немусульманами.

## Російське право
За законом та традицією, Московська Росія була патріархальним суспільством, в якому жінки були підпорядковані чоловікам, а молодь старшим. Цар Петро І послабив традицію підпорядкування молоді старшим, але майже нічого не зробив для жінок. Указ 1722 року прямо заборонив будь-який примусовий шлюб, вимагаючи згоди і нареченої, і нареченого, але зберіг необхідність згоди батьків. Але лише чоловіки могли припинити шлюб, відправивши жінку у монастир.
Закон передбачав подвійні стандарти для жінок. Жінка, спіймана на перелюбі, могла бути засуджена до примусової праці, а чоловіків, які вбили свою жінку, лише шмагали. Після смерті Петра І закони та традиції щодо головування чоловіка у шлюбі над жінкою лише зросли. Закон 1782 року підсилив відповідальність жінки за підкорення своєму чоловікові. До 1832 року закони змінили цей обов'язок на «безмежну покору».
Протягом 18-го сторіччя Російська православна церква отримала більшу владу над шлюбами та заборонила попам надавати розлучення, навіть жінкам, над якими надзвичайно знущалися у шлюбі, а у 1818 році російський Сенат також заборонив розлучення.
У сфері власності обмеження жінок на володіння майном тривало до 1753 року, коли був виданий указ, який дозволяв дворянським родинам убезпечувати спадок дочок шляхом включення його до її посагу. Цей декрет дозволив жінкам мати окремі активи від чоловіка, але вони все одно не могли успадковувати своє майно до одруження. У Радянському Союзі права жінок були збільшені.

## Західна Європа
До 1500 року Європа поділилась на два типи цивільного права:
- звичаєве право, поширене у північній Франції, Англії та Скандинавії.
- римське право, засноване на писаних законах, яке домінувало у південній Франції, Італії, Іспанії та Португалії.

Звичаєве право було більш прихильним до чоловіків. Наприклад, серед еліт Італії, Англії, Скандинавії та Франції основним спадкоємцем був найстарший нащадок чоловічої статі. У всіх регіонах закони надавали чоловікам великі права над життям, тілом та власністю їх дружин. Були окремі прихильні до жінок звичаї: вони могли успадковувати за відсутності братів, укладати певні торгові угоди без чоловіків, а вдови мали право на виділення грошового утримання.
На територіях поширення римського права жінки у сфері закону та права власності перебували під постійним контролем чоловіків — батька над дочкою, чоловіків над дружинами та дядьків або родичів-чоловіків над вдовами.
По всій Європі правовий статус жінки центрувався довкола її щлюбного статусу, а сам шлюб був найбільшим фактором, що обмежував автономію жінки. Звичай, закон та практика не лише обмежили права неодружених жінок та вдів, а і забороняли їм займати публічні посади з обґрунтуванням, що вони можуть колись взяти шлюб.

### Скандинавія
Раннє право північної Європи цікаве різним ставленням до жінок та значною зміною статусу жінок з перебігом історії.мУ язичницькій Скандинавії до появи християнства жінки були відносно незалежними. Християнство зявилось з першими місіонерами бл. 800 року н. е., але стало домінуючим лише бл. 1000 року і не впливало на статус жінки до бл.1200 року.
У добу вікінгів жінки мали відносно вільний статус у країнах на території Швеції, Норвегії та Данії, як видно з законів давньоісландського суду Ґраґас та норвезьких судів Фростатінґ і Гулатінґ. Право на спадок померлого чоловіка мали і його тітка по батьку, племінниця по батьку та онука по батьку (які звалися odalkvinna). За відсутності родичів-чоловіків неодружена жінка без сина могла успадковувати не лише власність, а й посаду голови родини від померлого батька або брата: жінка з таким статусом мала назву ringkvinna та всі права голови родинного клану, наприклад, право вимагати та отримувати компенсацію за вбивство члена родини, до моменту вступу у шлюб, після чого її права переходили до її чоловіка. У 20 років неодружені жінки (maer і mey) досягали юридичного повноліття та отримували право обирати місце проживання та вважалися самостійною особою за законом. Винятком у їх незалежності було право на вибір партнера, оскільки шлюби зазвичай організовував клан. Вдови мали такий самий незалежний статус, що і неодружені жінки. Жінки мали релігійну владу та часто були жрицями (gydja) і пророчицями (sejdkvinna); також часто були скальдадми (skalder) та майстринями рун, торговицями та знахарями. Жінки також займалися військовою справою: існують оповіді про «shieldmaiden», а археологічні знахідки, наприклад жінка-вікінг із Бірки, вказують, що принаймні деякі жінки служили у війську. Одружена жінка могла розлучитися та знову вступити в шлюб. Соціально прийнятно було неодруженій жінці жити з чоловіком та мати від нього дітей поза шлюбом, навіть якщо цей чоловік був одружений з іншою: така жінка мала назву frilla. Не існувало різниці між дітьми, народженими у шлюбі та поза ним: вони всі могли успадковувати власність батьків. Ці свободи поступово зникли з запровадженням християнства, і з кінця 13-го сторіччя вони більше не згадуються. У християнському Середньовіччі середньовічне скандинавське право застосовувало різні закони в залежності від місцевих законів країни, і статус жінки залежав від країни, в якій вона жила.
У Швеції першою спробою створити національний кодекс законів був Magnus Erikssons landslag 1350 року. У середньовічній християнській Швеції власність жінки приєднувалась до власності її чоловіка та передавалась під його опіку, що було схоже на інші країни Європи, де жінка втрачала власність при шлюбі на користь чоловіка. Тому вся власність жінки управлялась її чоловіком та могла бути ним вільно продана, крім виключення: кланового спадку. За законом і сини, і дочки могли успадковувати майно, але сини отримували вдвічі більшу частину. Шведське право захищало дружину від влади її чоловіка шляхом передачі влади її родичам чоловічої статі. Майно та земля дружини також не могли бути забрані чоловіком без згоди її родини чи клану.
За Цивільним кодексом Кристіана V 1683 року, право Данії-Норвегії визначало, що неодружена жінка була під покровительством її найближчого родича чоловічої статі, незалежно від її віку, а одружена жінка була під ковертюрою її чоловіка. Аналогічні принципи права застосовувалось у Швеції-Фінляндії за Цивільним кодексом 1734 року. Обидва ці кодекси в частині прав жінок лишались практично незмінними до середини 19 ст.

### Ірландія
Давньоірландські закони в цілому вказують на патріархальне суспільство, у якому правила спадщини засновувались на чоловічій лінії (аґнатичне успадкування). Право брегонів виключало жінок зі звичайного права; вони могли утримувати майно чи укладати договори лише у певних названих випадках, а випадки посягання на їх власність регулювалися спеціальними правилами. Кожна жінка мусила мати чоловіка-опікуна. Жінки, схоже, не мали права на найменше володіння землею згідно із законами брегонів, їм скоріше призначали певну кількість худоби їхнього батька як частину їх шлюбного посагу.
Однак їх правовий статус не був таким низьким, як у деяких інших культурах, і з часом дещо покращувався, особливо з приходом християнства. Так, з 8-го ст. жінки могли успадковувати нерухомість, якщо не мали братів; такі жінки стали відомі як «спадкоємиці», і хоча їх було мало, могли мати суттєвий політичний та правовий вплив. Якщо така жінка одружувалась з безземельним чоловіком, вона вважалась його правовою опікункою, що є дуже незвичним випадком. Однак більшість жінок землею не володіли та лишались більше чи менше залежними від чоловіків; за давніми законами брегонів людина не могла вважатись вільним громадянином, якщо не володіла власною землею. Політичні посади були доступні лише чоловікам; в історії Ірландії не відомі жінки-кололеви чи голови кланів.
Прибуття Святого Патрика та запровадження римського християнського права вплинуло на середньовічний ірландський погляд на шлюб. У 8 сторіччі переважаючим видом шлюбу став шлюб між соціально рівними людьми, коли дружина була формально юридично залежна від чоловіка та мала половину його ціни честі, але могла мати суттєвий вплив у питаннях операцій з майном; такі жінки мали назву «жінки спільного панування». Видається, що дорослі сини також отримали права за новими християнськими законами, оскільки тексти, що збереглися, вказують, що сини могли заперечувати погані договори, які могли завдати шкоду їх спадщині. Однак дочки продовжували мати мало або ніякої юридичної незалежності, хоча після 8 ст. батьки вже не могли примушувати їх до шлюбу.

### Англія
Історія юридичних прав жінок в Англії є складною. Значущі записи щодо прав жінок відомі після Норманського завоювання Англії. Ці документи скасовували деякі закони, запроваджені Завоюванням 1066 року, та створили відмінності від ірландських законів, законів Священної Римської імперії та інших законів континентальної Європи. Те, що закони Англії надавали жінкам більше прав, протягом століть було однією з точок конфлікту з французами та іншими монархіями Священної Римської Імперії, включно зі Столітньою війною, спробою вторгнення Іспанської Армади та Війною за австрійську спадщину.
Ці документи включали Велику хартію вольностей 1215 року та Білль про права (1689), за обома з яких жінки мали права, відсутні в правових системах континенту. Правління Єлизавети I (1558—1603) було важливим як наочний приклад успішної реалізації прав неодруженої жінки на спадкування майна, політичну владу та діяльність, аналогічну чоловікам. Обмеження прав жінок Священної Римської імперії були фактором у Англійській реформації та так званому Мідлендському Просвітництві. Однак ці права були недоступні для одружених жінок, які у багатьох регіонах Англії були обмежені у правах ковертюрою.
Англія однією з перших в світі надала жінкам-громадянкам право голосувати прийняттям 1918 року «Representation of the People Act». Це право не залежало від шлюбного статусу жінки, але вона мусила мати понад 30 років та володіти певним розміром майна; рівні права з чоловіками були прийняті «Equal Franchise Act» 1928 року, який дозволив голосувати всім жінкам від 21 року.
До Норманського завоювання Англії 1066 року закони були різними у різних частинах Англії.
Біля 60 р.н. е. кельтська королева Боудіка очолила майже переможну битву проти Римської Імперії у намаганні зберегти право своїх дочок на успадкування, які вони мали у доримських системах і яке римляни заборонили.
Закони Етельстана містили особливо жорстоке покарання жінки-рабині за крадіжку: спалення живцем. Інші закони були спрямовані проти жіночого відьмоства; тут також покаранням було спалення живцем. Остання відома така страта відбулась 1789 року.
Моногамія вимагалась цивільним та церковним правом; другий та третій шлюби потребували покаяння. Різне ставлення до жорстокості в домашньому господарстві видно з положення, яке зустрічається не менш ніж 3 рази в церковному прав, що якщо жінка забивала свою рабиню до смерті, вона мала покаятись.
Сліди практики покупки дружин ще видимі у законі Етельберта I Кентського, який зазначав, що якщо чоловік викрав дружину іншого вільного чоловіка, він за власний кошт має організувати йому іншу дружину (див. також Викрадення нареченої). Кодекси мають мало згадок про майно одружених жінок, але наявні фрагменти дають підстави вважати, що жінки бути у кращому становищі, ніж у пізніші віки.
Викуп за наречену, ймовірно, розвивався аналогічно. Він був сумою, яку чоловік сплачував родині дружини за придбання частини майна родини, а «ранішній дарунок» сплачувався безпосередньо нареченій. У його англійській формі «ранішній дарунок» згадується у законах Канута; у латинизованій формі morgangiva, він згадується у Leges Henrici Primi.
У стародавньому звичаєвому та статутному праві Англії жінка мала особливе становище. Її звільняли від законних обов'язків, які особливо стосувались чоловіків і не могли бути передані представнику. Вона не могла мати справжнього феодального володіння, тобто те, де присяга полягала у військовій службі. Цей же принцип лежав в основі правила, що вона не могла бути наділена замком, який утримується для захисту королівства, а не для приватного користування власника. Жінка могла отримувати присягу, але не надавати її у формі, яку використовують чоловіки.
Жінка могла бути констеблем замку або вілля, але не шерифом, крім одного випадку у Вестморленді, де спадкову посаду у 17-му сторіччі обіймала Анна, графиня Дорсет, Пемброук та Монтгомері.
У певних випадках жінка могла передавати права, якими не могла скористатися. Наприклад, претензії Едуарда III на французьку корону ґрунтувалися на такому праві передачі; але ці претензії через жінку були відкинуті як такі, що порушували закони Франції.
У різкому контрасті з Салічною правдою, Magna Carta захищала права вдови на майно, але, наприклад, жінка не могла звинуватити чоловіка у вбивстві, якщо не йшлося про вбивство саме її чоловіка, ймовірно тому, що не могла брати участь у суді боєм.
У стародавніх збірках законів можна знайти і цікаві обмеження щодо жіночого вбрання. Так у законах про суспільні стани Едуарда III 1363 року (37 Edw. III, cc. 8–14) жінки мали одягатись відповідно до соціального статусу їх батька або чоловіка.
У деяких випадках дружинам та дочкам торговців дозволялось допомагати у торгівлі чоловікам та батькам. Деякі торгові корпорації, наприклад Британська Ост-Індійська компанія, не розрізняли стать учасників.
За звичаєвим правом жінка могла володіти нерухомістю та особистим майном. Однак у випадку з одруженою жінкою чоловік мав пожиттєвий інтерес до будь-якого нерухомого майна: це продовжувалося навіть після смерті дружини, і було відоме як оренда «на праві вдівця». Особисте майно переходило у власність чоловіка абсолютно, за винятком певних предметів прикрас чи домашнього вжитку, відомих як «параферналія». Після одруження все майно дружини переходило в руки чоловіка, навіть якщо це була сімейна спадщина. Будь-які гроші, зароблені дружиною працею чи торгівлею, також потрапляли в руки чоловіка, якому, як очікувалося, вона підкоряється у шлюбі.
В історичній Англії толерувалося домашнє насильство, якщо воно не порушувало громадський спокій. Чоловік або господар мав законне право бити або зв'язувати свою дружину, дитину або служницю, якщо тільки він їх не вбивав або не порушував громадський спокій. Чоловіки також мали необмежений доступ до тіла дружин, аж до кінця ХХ ст., коли зґвалтування у шлюбі було визнане злочином.

### Шотландія
У Шотландії принаймні зі збірки законів Regiam Majestatem (14-те століття) жінки були об'єктом особливого правового регулювання. У цій збірці згадується «mercheta mulieris» (ймовірно податок, який сплачувався лорду-землевласнику за одруження дочки його орендаря), сума якого залежала від рангу жінки. Численні давні закони стосувались питань торгівлі та витрат. Частина з них досі збереглися на острові Ульва. Згідно з Leges Quatuor Burgorum, пивоварки (шинкарки), які робили поганий ель, каралися штрафом у вісім пенсів та сидінням на ганебному стільці, а також мали виставляти «ельну палицю» (англ. ale-wand, позначала що пиво/ель дозріли) перед своїм будинком/шинком під страхом штрафу у чотири пенси. Ті самі закони також постановляли, що одружена жінка, яка здійснила правопорушення без відома чоловіка, мала бути покарана як малолітня дитина.

### Уельс
Друга частина Валлійського кодексу законів починається з «законів жінок», таких як правила, що регулюють шлюб та розподіл майна, якщо пара розлучається. Становище жінок за валлійським законом суттєво відрізнялося від становища їх нормансько-англійських сучасниць. Шлюб можна взяти двома основними способами. Нормальний спосіб полягав у тому, що жінку чоловікові віддавали її родичі; ненормально жінка могла втекти з чоловіком без згоди її родичів. В другому випадку родичі могли змусити її повернутися, якщо вона ще була незайманою, але якщо ні, її не можна було примусити повернутися. Якщо такі стосунки тривали понад 7 років, вона отримувала такі ж права, як і якби її віддали у шлюб родичі.
Ряд виплат пов'язаний із шлюбом. Amobr — це плата, яка виплачується пану жінки за втрату її цноти, незалежно у шлюбі чи іншим чином. «Cowyll» — це виплата жінці від чоловіка вранці після одруження, що ознаменувало її перехід від незайманої до одруженої жінки. Agweddi — це сума спільного майна, що належало подружжю, яке мала отримати жінка, якщо пара розлучилася до кінця семи років. Загальна сума agweddi залежала від статусу жінки за народженням, незалежно від фактичного розміру спільного майна. Якщо шлюб розпадався після закінчення семи років, жінка мала право на половину загального майна.
Якщо жінка спіймала чоловіка з іншою жінкою, вона отримувала право на виплату шести пенні в перший раз і фунта вдруге; втретє вона мала право розлучитися з ним. Якщо у чоловіка була наложниця, дружині дозволялося бити її, не виплачуючи жодної компенсації, навіть якщо це призвело до смерті наложниці. Чоловік мав право бити свою жінку за три речі: за те, що вона віддала щось, чого вона не має права дарувати, за те, що вона була застукана з іншим чоловіком, або за те, що вона хотіла плями на бороді чоловіка. Якщо він побив її з будь-якої іншої причини, вона мала право на виплату sarhad. Якщо чоловік застукав її з іншим чоловіком і побив її, він не мав права на подальшу компенсацію. Жінки не мали права спадкувати землю, за винятком особливих обставин, але правило про поділ рухомого майна, коли помер один з подружжя, було однаковим для обох статей — майно ділили на дві рівні половини, той, хто пережив, утримував одну половину, а померлий мав право вільно давати заповіти щодо другої половини.

### Закони Едвардіанської епохи
У 1911 році, згідно з англійським законодавством, дівчинка могла укласти дійсний шлюб не раніше, коли їй виповнилося 12 років, а хлопці могли одружуватись з 14 років. Відповідно до «Infants Settlement Act» 1855 року, жінка з 17 років за згодою суду мала право на розпорядження майном, вік для чоловіка становив 20 років; Законом про власність одружених жінок 1907 року будь-яке розпорядження чоловіком майном його дружини не було дійсним, якщо не було здійснено нею у випадку, коли вона досягла повноліття, або підтверджене нею після досягнення повноліття.
Неодружена жінка мала право на підтримку позашлюбних дітей до досягнення ними 16-річного віку. Їй, за відсутності відповідної угоди, як правило, присуджували допомогу наказом магістрату про пов'язаність. Одружена жінка, що мала окреме майно, згідно Законів про власність одружених жінок 1882 та 1908 років, несла відповідальність за підтримку своїх батьків, чоловіка, дітей та онуків, які мали сплатити щось будь-якому об'єднанню чи парафії.
За загальним правом, батько, а не мати, мав право на опіку над законною дитиною до 16 років, і міг бути позбавлений такого права лише за неналежну поведінку. Але Канцлерський суд, у випадках, коли було майно у трасті, і немовля могло бути визнано під опікою суду, мав менш жорстку прихильність до прав батька і більше придивлявся до інтересів дитини, а отже, в деяких випадках до розширення прав матері за загальним правом.
Законодавство розвивалось в тому ж напрямку. Законом про опіку над немовлятами 1873 р. Канцлерський суд був уповноважений забезпечувати виконання акту про розлучення, передаючи опіку або контроль над дитиною матері. Закон про судоустрій 1873 р. постановляв, що у питаннях опіки та виховання немовлят повинне переважати право справедливості.
Наприкінці Едвардіанської епохи найбільш помітним ураженням жінок в правах лишались:
- виключення жінки зі спадкоємців нерухомості, за винятком випадку відсутності спадкоємця-чоловіка;
- те, що чоловік міг отримати розлучення за перелюб дружини, а дружина могла отримати розлучення за перелюб чоловіка лише у поєднанні з іншими причинами, наприклад, жорстокістю або тим, що вона була покинута.

Майже всі утиски жінок в правах в Англії були скасовані «Sex Disqualification (Removal) Act» 1919 року.

### Іспанія та Аквітанія
До запровадження салічного закону у 1500-х роках, в Іспанії та Південній Франції, у тих регіонах, які входили у Вестготське королівство (418—721) та його різні королівства-наступники (Астурія, Леон, Кастилія, Наварра, Арагон, Аквітанія (Окситанія) і Ланґедок), вестготські та римські закони поєднувались і надавали жінкам певні права. Особливо, згідно з кодексом «Liber Judiciorum» 642/643, та більш детально з Кодексом Реккесвінта 653 року, жінки могли спадкувати землю та титул, управляти ними самостійно і незалежно від своїх чоловіків або родичів чоловічої статі, і розпоряджатися власним майном у заповітах як хотіли, якщо не мали спадкоємців, жінки могли представляти себе у суді, виступати свідками (з віку 14 років), та організовувати власний шлюб з віку 20 років. В Іспанії ці закони були далі кодифіковані у 1252—1284 рр. королем Альфонсо X у збірці «Сім Партид».
Ці закони були скасовані запровадженням салічного закону, який забороняв жінкам успадковувати майно. Наприклад, був прийнятий салічний закон, що заборонив успадкування трону дочками Ізабелли I Кастильської. Зараз іспанський трон успадковується у порядку когнатичної прімогенітури (тобто переваги чоловікам).

## Право колоніальної Аргентини
У колоніальній Аргентині 16 ст. були жінки іспанського, індіанського за змішаного походжень. Як нащадки колонізаторів, іспанські жінки мали вищий статус, ніж індіанські жінки. Але незалежно від раси, всі жінки мали обмеження в автономності у суспільстві, наприклад, їх головна соціальна роль була обмежена домашнім господарством та родиною і вихованням дітей, адже колоніальна Аргентина перебувала під сильним впливом римокатолицької церкви, яка пропагувала патріархальну родину. Однак жінки мали і кілька позитивних прав, наприклад, на рівне спадкування з братами.

## Право Китаю
У стародавньому та історичному Китаї жінки вважалися неповноцінними і мали підпорядкований юридичний статус, заснований на конфуціанському законі. У імперському Китаї кодекс «Три послухи та чотири чесноти» вимагав, щоб дочки слухались батька, дружини — чоловіка, а вдови — своїх синів. Жінки не могли успадковувати бізнес чи багатство, і якщо у чоловіка не було власного сина, він мав всиновити хлопця для таких фінансових потреб. Закони пізньої Імперії також зазначають 7 різних типів розлучень. З жінкою можна було розлучитись, якщо вона не народила сина, зрадила чоловіка, не послухалась сватів, забагато говорила, щось вкрала, ревнувала або страждала від невиліковної або неприємної хвороби або розладу. Чоловік не міг розлучитися, якщо дружина доглядала за поминальними місцями сватів, якщо у неї не було родини, в яку вона могла повернутися, або якщо родина чоловіка була раніше бідною, а тепер стала багатшою.

## Право Японії
В історії Японії юридичний статус жінок був порівняно кращим, особливо у порівнянні з сусіднім Китаєм, до падіння сьоґунату Камакура у 1333 році. Після цього жінки втратили право успадковувати землю, і після століть воєн між урядом та військовим класом, з 1582 році Японія стала правовою патріархією, схожою на решту сусідніх цивілізацій. Правове та звичаєве становище жінок далі погіршилось після 1890, коли кодекси права були модернізовані на основі французьких та німецьких систем, але значно покращилось після Другої світової війни, з 1947 року.

## Право Індії
Протягом переважної частини своєї історії індійці використовували індуїстський кодекс права як основу своїх прав та звичаїв. Цей кодекс заснований на релігійних текстах, відомих як «дхармасатри» (dharmasatras). Найбільш ортодоксальною з дхармасатр була «Ман Смріті» (Manu Smriti), яка домінуюче використовувалась у колоніальний період. Ману Смріті захищала права жінок на власність та на спадковування, але вона ж вимагала, щоб жінки були весь час під опікою чоловіків: батька від народження, чоловіка у шлюбі та синів як вдови. Крім права на власність, індуїстський кодекс права не давав жінкам багато прав, але його інтерпретація дуже відрізнялась в залежності від місцевих традицій. Винесення рішень на його підставі здійснювалась місцевими радами старійшин (панчаят), що складались переважно зі старійшин-чоловіків села, але жінки виключались не завжди. Ця місцева система краще відносилась до жінок, ніж нормативний індуїстський кодекс, але це було скасовано в часи колоніального англо-індійського права.
На Індійському субконтиненті колоніальне захоплення британцями у 17-18 ст. мало більше негативних, ніж позитивних впливів на права жінок. Колоніальна влада поставила поза законом спалення вдів, вбивство дівчат-немовлят та підвищила вік згоди, але вчені погоджуються, що в цілому права і свободи жінок у цьому періоді обмежились. Британці скасували місцеве звичаєве право на користь окремих релігійних кодексів для індуїстів та мусульман, які містили більш жорстоке ставлення до жінок: у жінок стало менше прав щодо володіння землею, спадщини, розлучення, шлюбу та утримання.